# Yumi Suzuki (curling)
Pour les articles homonymes, voir Yumi Suzuki et Suzuki (homonymie).
Yumi Suzuki (鈴木夕湖, Suzuki Yūmi), née le 2 décembre 1991, est une curleuse japonaise. 

## Carrière
Elle est médaillée de bronze du tournoi féminin de curling aux Jeux olympiques d'hiver de 2018.
Elle est également médaillée d'argent au Championnat du monde de curling féminin 2016 et médaillée de bronze aux Jeux asiatiques d'hiver de 2017.